# Wretch 32

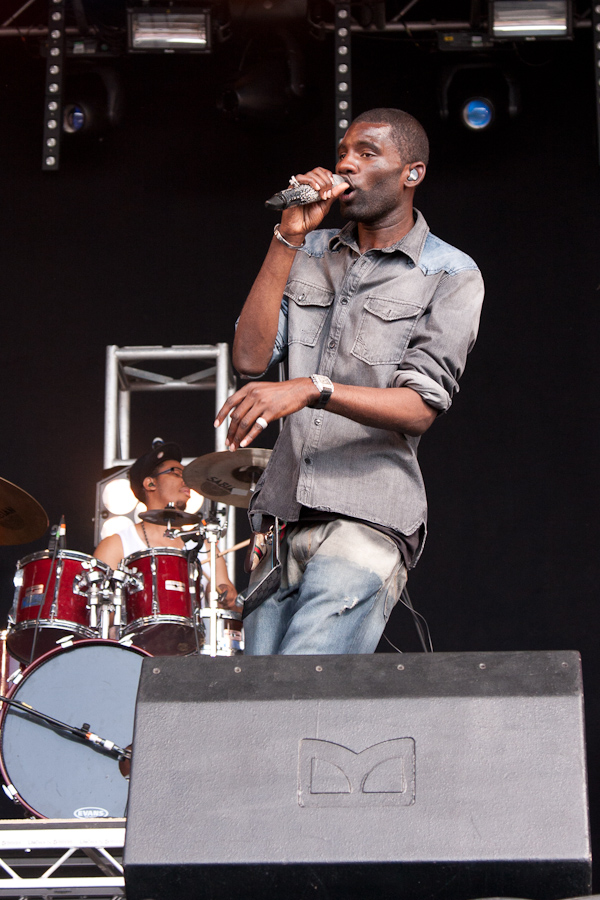
Wretch 32 tijdens een optreden in 2011.

Jermaine Scott Sinclair (Tottenham, Londen, 9 maart 1985), beter bekend onder zijn artiestennaam Wretch 32, is een Engelse rapper uit Tottenham, Noord-Londen. Hij was lid van het grime-collectief "Combination Chain Gang", voordat hij The Movement vormde met Scorcher, Ghetts en Mercston.
In 2011 had Wretch 32 drie top-vijf nummers van het debuutalbum Black and White en verzamelde meer dan een miljoen platenverkopen, waaronder de single 'Do not Go' die piekte op nummer één in de UK Singles Chart. In 2012 werd hij zowel door Adidas als Coca-Cola gebruikt als een van de belangrijkste gezichten van hun Olympische campagnes in Londen in 2012. Tevens won hij op 1 juli 2012 de 'Best International Act' bij de 2012 BET Awards.
- International Standard Name Identifier: 0000 0004 5967 5280
- Library of Congress Control Number: no2016112806
- MusicBrainz: 9a3b2d4a-2da4-49c6-9ab3-c680434dbabf
- Virtual International Authority File: 1147094989825081145
- WorldCat: E39PBJwMGyYv7Wc3X4mHCdY9Dq